# Нашивка
Патч-Наліпка (від англ. patch) — є декоративним елементом, що використовується для прикраси одягу, аксесуарів та інших текстильних виробів. Він являє собою вишитий шматок тканини приклеєний до смужки з мікрогачками. Патч має різноманітні форми, розміри та дизайни. Патчі можуть мати символічне значення, виражати приналежність до певної групи, команди, організації, а також служити засобом самовираження та ідентифікації особистості.

## Особливість патчів
Шеврон є типовим елементом військової символіки та має строго встановлену форму та символічне значення. Зазвичай шеврони прикріплюються до військової форми або одягу правоохоронних органів за допомогою шва або спеціальних кріплень, тканини велкро. Шеврони використовуються для визначення рангу, посади або спеціалізації особового складу. Вони є офіційними та носять інформаційну функцію в рамках військової та правоохоронної ієрархії.
Патч, є більш гнучким у своєму призначенні та має різноманітні форми та дизайни. Цей елемент може виражати індивідуальність, приналежність до певного колективу, інтересів чи ідей. Патчі можуть бути наліплені на тканину велкро (її ще називають просто липучкою), яка може знаходитись на поверхні різних виробів, включаючи одяг, сумки та аксесуари. Вони дозволяють людям виразити свою унікальність та індивідуальний стиль.
Нашивки пришиваються до одягу за допомогою швацької техніки. Спершу підготовлюється поверхня одягу та сама нашивка. Потім нашивка розміщується на бажаному місці на одязі, а швець за допомогою голки та нитки виконує ручне пришивання. Цей спосіб є надійним, але швидко змінити нашивку ви не зможете.

## Спосіб кріплення

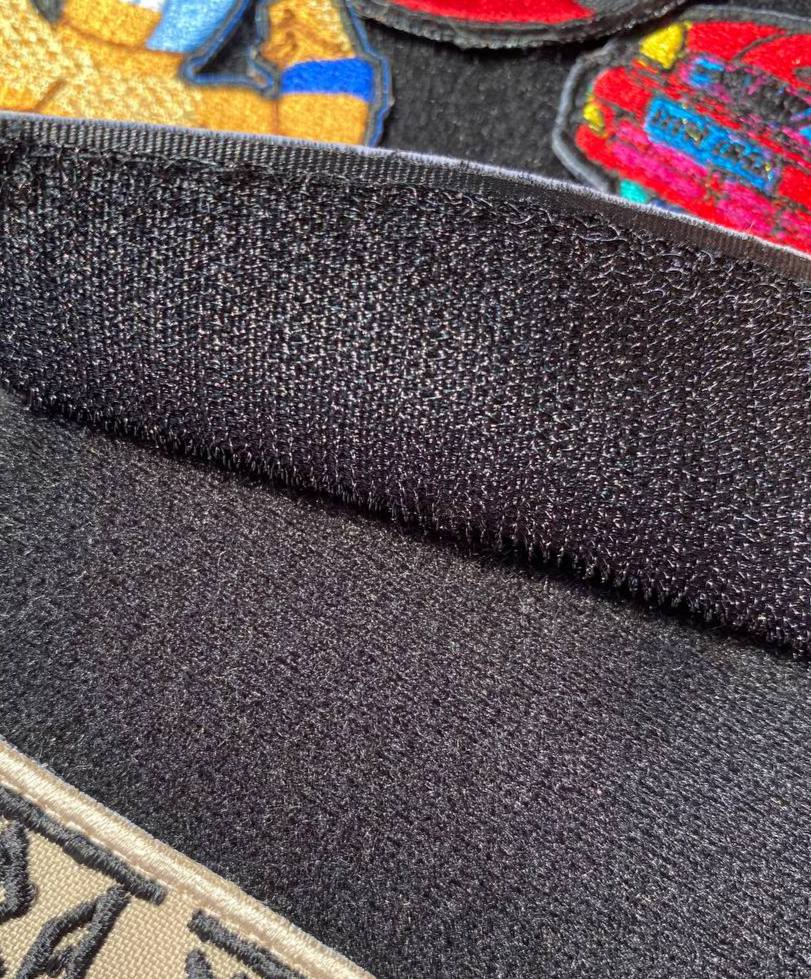
Система велкро (липучка, реп'ях);

Кріплення патчів за допомогою системи «велкро» є одним з популярних методів, що забезпечують швидке й зручне закріплення та відстібання патчів від одягу. Система «велкро» базується на взаємодії двох стрічок, на одній з яких розміщені мікрогачки, на іншій — мікропетлі. При зіткненні двох стрічок мікрогачки чіпляються за мікропетлі та міцно тримаються прилипаючи одна до одної.
Система «велкро» забезпечує надійне кріплення патчів, що дозволяє їм залишатися на місці навіть під час активного руху або фізичних навантажень. Однією з переваг кріплення патчів з велкро є його легкість використання та можливість повторного прикріплення. Патчі можуть бути легко знімані та переставлятися на різні частини одягу, що дозволяє змінювати їх розташування в залежності від потреб та преференцій користувача.

## Використання патчів
- Індивідуалізація одягу: Патчі дозволяють прикрасити та персоналізувати різні типи одягу, виражаючи власний стиль і унікальність.
- Вираження інтересів та хобі: Патчі можуть містити зображення або написи, пов'язані зі спортом, музикою, мистецтвом, подорожами, тваринами тощо, відображаючи особисті інтереси та хобі.

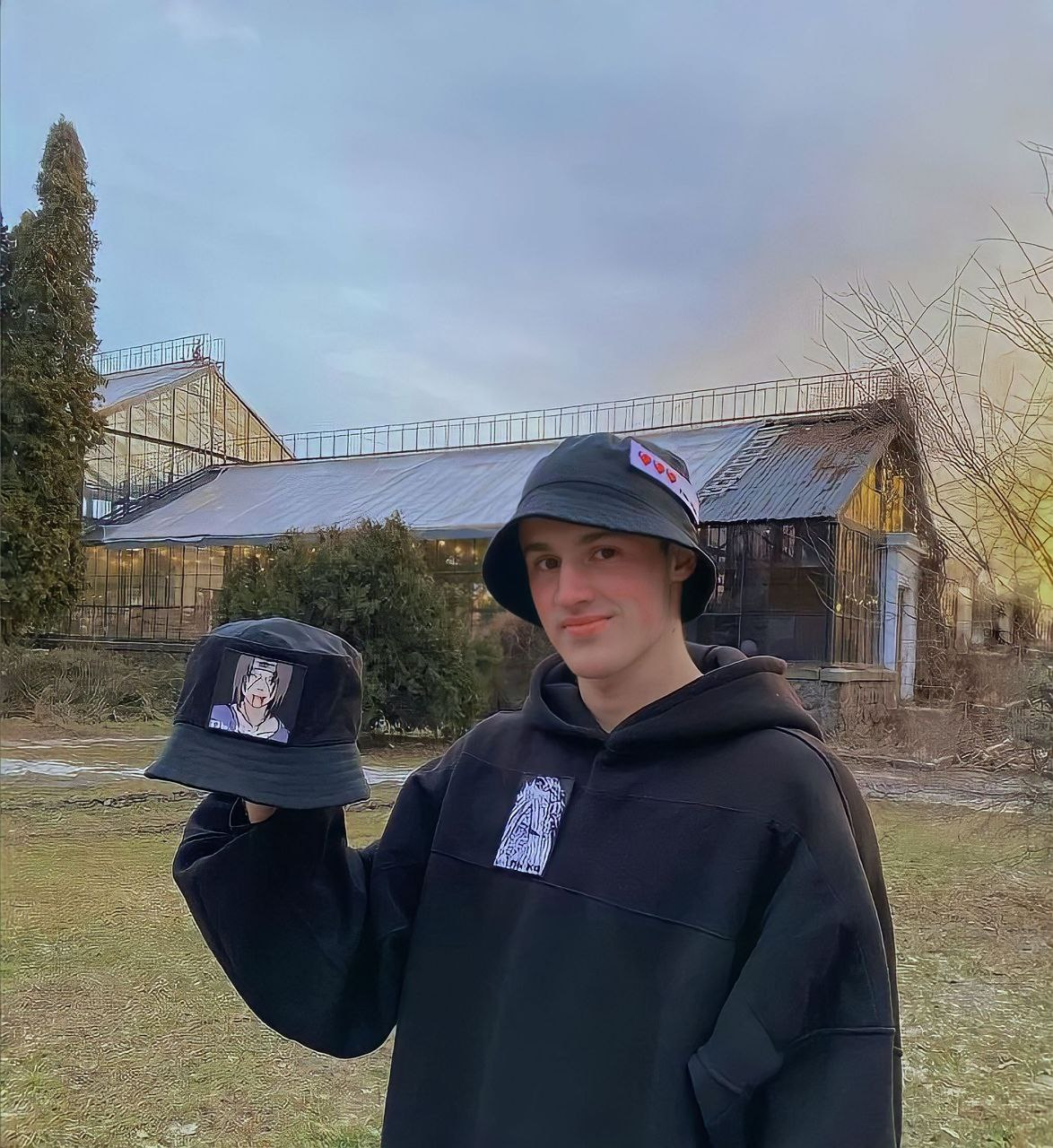
Приклад патчу на одязі.

- Підтримка соціальних рухів: Використання патчів може вказувати на підтримку соціальних рухів, благодійних організацій, екологічних ініціатив, рівноправності, миру та інших глобальних проблем.
- Спільнота та ідентифікація: Патчі можуть створювати зв'язок між людьми, які мають спільні інтереси або належать до певної спільноти, команди, клубу або організації.
- Елемент самовиразності: Патчі дозволяють людям виразити свою особистість, індивідуальність та творчість через вибір зображень, кольорів та форм патчів.
- З сенсом до людей: Патчі можуть мати символічне значення або передавати певне повідомлення, що спонукає до задуму або спілкування.
- Модний аксесуар: Використання патчів може бути просто модним аксесуаром, який додасть оригінальності та яскравий акцент образу.

### Тематики патчів
Патчі можуть мати різноманітні тематики, відображаючи різні інтереси та стилі. Деякі з найпоширеніших тематик патчів включають спорт, музику, подорожі, природу, мистецтво, технології, географію, військову тематику, кіно, тварин та гумористичні зображення. Кожна тематика має свої унікальні символи, логотипи та зображення, які можуть бути використані на патчах для передачі певного повідомлення або вираження індивідуальності. Вибір тематики патча залежить від особистих уподобань, інтересів та стилю кожної особи.

## Цікаві факти
На Міжнародній космічній станції липучка використовується для кріплення предметів до стін та, наприклад, настільних ігор.

## Рекомендована література
- Малкольм Г. Бартлетт — «Шеврони: Посібник зі збору, оформлення та виставлення військових знаків розрізнення», 1997рік.
- Кевін Берметт — «Шеврони: Ілюстрована історія та каталог знаків розрізнення Армії США», США, 2017рік.
- Гордон Ротрок — «Японські військові та цивільні емблеми служби», США, 1994рік.
- Арлінгтон Пітер Голдман — «Повний посібник з військових нашивок Сполучених Штатів: Ілюстрований довідник для колекціонерів», США, 1997 рік.